# Dance Passion
Dance Passion är ett album av den svenska popduon Roxette. Dance Passion utkom på grammofonskiva 1987, och är en remixversion av Roxettes debutalbum Pearls of Passion från 1986.

## Låtlista

### Sida A
1. I Call Your Name (Kaj Erixon remix)
2. Soul Deep (Kaj Erixon remix)
3. Like Lovers Do (Kaj Erixon remix)
4. Neverending Love (René Hedemyr remix)

### Sida B
1. Goodbye to You (Kaj Erixon remix)
2. Secrets That She Keeps (Alar Suurna remix)
3. Joy of a Toy (Kaj Erixon remix)

## Listplaceringar
| Lista (1987) | Position |
| ------------ | -------- |
| Sverige      | 19       |

### Fotnoter
1. ↑  ”Roxette”. Arkiverad från originalet den 24 augusti 2011. https://web.archive.org/web/20110824031633/http://www.roxette.se/discography.php. Läst 10 juni 2011.
2. ↑  Listplacering